# The Only Veteran in Town
The Only Veteran in Town è un cortometraggio muto del 1913 diretto e interpretato da Charles Kent.

## Trama
Gli Arnold amano molto di più le automobili che curarsi della figlia Dora, una bambina che passa il suo tempo insieme al nonno James, un veterano di guerra che, sopportato a malapena, vive con loro. Il giorno della sfilata del Decoration Day, la piccola rifiuta di andarci perché i genitori non vogliono portarci anche il nonno, e i due restano a casa da soli.
Mentre i genitori sono alla parata, un gruppo di cittadini - venuto a sapere che lui è un veterano - si presenta a casa Arnold per invitare James quale ospite d'onore della giornata di celebrazioni. Lui accetta di venire insieme alla nipotina: su un'auto scoperta, viene applaudito per tutto il percorso e invitato a parlare sul palco. Gli Arnold, ora si vergognano di come hanno sempre trattato il nonno. Pentiti, tornano a casa tutti insieme, finalmente una piccola famigliola felice.

## Produzione
Il film fu prodotto dalla Vitagraph Company of America.

## Distribuzione
Distribuito dalla General Film Company, il film - un cortometraggio in una bobina - uscì nelle sale cinematografiche statunitensi il 29 maggio 1913.